# ポリプテルス・オルナティピンニス
ポリプテルス・オルナティピンニス（学名：Polypterus ornatipinnis、英: Ornate bichir）は、ポリプテルス目ポリプテルス科に属する魚類。学名は「綺麗な羽根飾り」の意。

## 分布
アフリカのコンゴからタンザニアにかけての河川に生息する。

## 形態
最大で60センチメートルほどになり、上顎が突出するパルマスタイプのポリプテルスでは最大種である。ガノイン鱗に沿って黒と黄色の細かい縞模様が入る美しい模様が特徴。この縞模様の上にニシキヘビのようなぼんやりとした網目模様が入るが、成長につれて目立たなくなる。

## 人間との関わり
アクアリウムにおいては、パルマスやデルヘジィと並んで人気のあるポリプテルスである。その模様からかつては「ファンシーポリプ」の名前で呼ばれることもあった。